# Morrissey
Steven Patrick Morrissey (Davyhulme, 22 mei 1959), gewoonweg bekend als Morrissey, is een Brits zanger en tekstschrijver. Van 1982 tot 1987 was hij het gezicht van de alternatieve rockgroep The Smiths. Na het uiteenvallen van de groep begon hij aan een solocarrière.
Met zijn flamboyante, eigenzinnige persoonlijkheid en zijn melancholische doch geestige teksten over sociale vervreemding en eenzaamheid werd Morrissey een popidool voor de ontevreden jeugd. Naast zijn muzikale carrière staat hij bekend als een uitgesproken dierenrechtenactivist.

## Biografie

### Voorgeschiedenis (1959-1982)
Morrissey werd op 22 mei 1959 geboren in Davyhulme Hospital, Manchester, als tweede kind van de Ierse immigranten Peter Morrissey en Betty Dwyer. Hij maakte een problematische en geïsoleerde jeugd door, met name na de echtscheiding van zijn ouders; op de middelbare school voelde hij zich alleen en onbegrepen, en het onderwijssysteem hielp daarbij niet echt. Na de middelbare school had hij een aantal saaie baantjes, maar merendeels leefde hij van de bijstand en smeedde hij in zijn kamertje thuis plannen om een beroemd popster te worden. In de naweeën van de punktijd was hij even zanger van de lokale band The Nosebleeds, maar al snel was het weer terug naar huis. Daarvandaan schreef hij geestige brieven naar popblad NME om zijn helden te verdedigen, was hij een tijdje voorzitter van de New York Dolls-fanclub, en wist hij een paar van zijn schrijfsels over James Dean en de New York Dolls gepubliceerd te krijgen. John Maher, de latere Johnny Marr, kreeg lucht van Morrisseys reputatie en besloot hem te benaderen voor een muzikale samenwerking.

### The Smiths (1982-1987)
Die samenwerking kwam tot stand in The Smiths, gerekend tot een van de invloedrijkste rockgroepen aller tijden. Morrissey (die zijn voornaam liet vallen) en Marr hielden er een moordend werktempo op na (meer dan 90 songs in vijf jaar, waarvan 17 Britse Top-50 hits), maar in 1987 was de koek op voor Marr en verliet hij de band.

### Vroege solocarrière (1987-1992)
Morrissey begon aan een solocarrière, en dat deed hij voortvarend: met producent Stephen Street leverde hij binnen een half jaar na het eind van The Smiths zijn eerste solo-lp af, Viva hate, die moeiteloos de toppositie in de Engelse hitlijst haalde, vergezeld door twee top 10-singles. De eerste twee jaar veranderde alles wat Morrissey aanraakte in goud, maar op zeker moment liep de samenwerking met Street spaak over achterstallige royalty's en stokte de hitmachine. 
Morrissey ging op zoek naar een nieuwe muzikale partner, maar vond die niet snel. De opnames met gitarist Kevin Armstrong voor het geplande album Bona drag liepen niet soepel en werden medio 1990 afgebroken. Al wat resteerde van het project waren een paar singles, die uiteindelijk datzelfde jaar werden gebundeld met wat B-kanten en eerdere singles tot de gelijknamige compilatie Bona drag. 
Uiteindelijk vond Morrissey in gitarist Mark Nevin, voorheen van de popband Fairground Attraction, en de van Madness bekende producers Langer & Winstanley, een nieuw begeleidingsteam. Met hen nam hij Kill Uncle op, dat door velen als zijn slechtste album wordt beschouwd. Morrissey ontbond dit team weer, en zijn carrière leek in het slop te zijn geraakt, totdat hij eind 1991 in Londen de steunpilaren van zijn huidige begeleidingsband tegen het lijf liep; de gitaristen Martin "Boz" Boorer en Alain Whyte.
Na het debacle van Kill uncle wilde Morrissey graag een rauwe, directe lp maken, wat resulteerde in Your arsenal. De band stond in volle rockabilly/glamrock-modus en de productie van Mick Ronson was eenvoudig en direct. Er ontstond controverse over een van de composities: The National Front Disco, waarin hij het verhaal vertelt van een jongen die zich aansluit bij een extreemrechtse partij. Toen hij als speciale gast op een concert van Madness optrad met de Union Jack om zijn schouders gedrapeerd reageerde de Britse muziekpers furieus. Morrissey werd van racisme beschuldigd en het feit dat hij verontwaardigd weigerde verantwoording af te leggen maakte de rel niet minder. 
Morrisseys relatie met en vertrouwen in de Britse muziekpers was flink gedeukt. Hij verhuisde naar de Verenigde Staten. Daar bleef hij onverminderd populair: Zijn concert uit 1991 in "The Hollywood Bowl" was sneller uitverkocht dan dat van The Beatles.

### Middenperiode (1993-1997)
Na het live-tussendoortje Beethoven was deaf, opgenomen in Parijs en Londen, verscheen in 1994 Vauxhall and I. Morrissey overwoog rond deze tijd serieus het artiestenleven eraan te geven, en de hele plaat is met deze sfeer doortrokken. De single Interlude, een duet van Morrissey met Siouxsie Sioux, werd een wereldwijde hit.
De compilatie World of Morrissey vervulde het platencontract dat hij had met EMI, en hij verhuisde naar RCA, waarvoor hij Southpaw grammar maakte. Morrissey begon hier een kleine trend in zijn platenlabelkeuze. RCA haalde voor Morrissey het label RCA Victor weer uit de kast, waaraan Morrissey goede herinneringen heeft. Zo kwamen platen van T. Rex uit op RCA Victor. Omdat hij nog een kleine verplichting aan EMI had, kwamen er vrijwel tegelijkertijd twee singles uit: Sunny voor EMI en Boy Racer, de tweede single voor RCA.
Southpaw Grammar is rauwer van toon dan Vauxhall and I, maar rockt minder hard dan Your arsenal. Het verdeelde zijn fans in twee kampen, en was zijn definitieve afscheid van de poplijsten. Waar Vauxhall nog een pophit bevatte in de vorm van The more you ignore me, the closer I get, bereikte Southpaw alleen maar de trouwste fans.
RCA oefende het recht op een tweede album niet uit en Morrissey en band zaten weer zonder platenmaatschappij. In 1995 en 1996 was Morrissey vaak in de rechtszaal te vinden, waar hij en Marr als ex-bandleiders van The Smiths werden aangeklaagd door drummer Mike Joyce en verantwoording moesten afleggen over de verdeling van royalty's. Joyce won de rechtszaak en kreeg £ 1,5 miljoen pond toegewezen. Marr schikte zich in de uitspraak en betaalde, maar Morrissey weigerde en ging in beroep. De hele gang van zaken verbitterde hem, en toen hij uiteindelijk een deal bij Island vond, liet hij niet na een lied hierover te schrijven; het controversiële Sorrow Will Come in thé End. In het Verenigd Koninkrijk bracht Island het album zonder dit nummer uit.

### Latere periode (1997-heden)
Ook Island nam de optie voor een tweede album niet op, en Morrissey verdween voor langere tijd uit de schijnwerpers. Naar verluidt kreeg hij hier en daar wel een contract aangeboden, maar niet op de voorwaarden die hij wilde. Wel bleef hij optreden, met name in de Verenigde Staten, waar stukje bij beetje nieuw werk live werd geïntroduceerd.
Uiteindelijk vonden Morrissey en begeleidingsband in 2003 een onderkomen bij Sanctuary Records, dat (à la EMI met His Master's Voice) voor hem speciaal het oude reggae-label Attack nieuw leven inblies. Morrissey ging de studio in met producer Jerry Finn en leverde een toegankelijk comeback-album af, You are the quarry (2004), waarmee hij meteen weer terug was in de spotlights. De singles worden top 10-hits en het album verkocht het best sinds Viva hate.
In het daaropvolgende jaar (2005) bracht Morrissey een live-dvd en -cd uit met daarop registraties van zijn succesvolle tournee uit 2004. Op de dvd Who Put the M in Manchester staat een concert dat Morrissey gaf in zijn geboortestad. De cd Live in Earls Court is een registratie van zijn concert voor 17.183 mensen - volgens de albumhoes - op 18 december 2004 in Londen. Een belangrijke gebeurtenis in zijn leven was zijn verhuizing vanuit Los Angeles naar Rome in 2005.
In 2006 bracht Morrissey Ringleader of the tormentors uit, een album dat hij volledig in Rome had opgenomen. De productie van het album was in handen van Tony Visconti die in het verleden al samenwerkte met artiesten als David Bowie, T. Rex en Moody Blues. Voor het arrangement van het nummer Dear God please help me werd de hulp ingeroepen van Ennio Morricone. Dit album verkocht goed, net als zijn vorige studioalbum.
In 2009 bracht hij het album Years of refusal uit, hetzelfde jaar gevolgd door Swords, een verzameling van B-kantjes. In 2014 verscheen het volgende album, World peace is none of your business, gevolgd door Low in high school in 2017.
In 2024 wordt "Interlude", Morrissey-duet met Siouxsie, opnieuw uitgebracht op 12-inch gouden vinyl voor Record Store Day op 20 april 2024; het zal verkrijgbaar zijn in Nederland.

## Persoonlijk
In 1983 verklaarde Morrissey dat hij zich aan een celibaat hield; vanaf 1997 heeft hij aangegeven niet meer celibatair te leven. Morrissey heeft relaties gehad met zowel mannen als vrouwen, maar weigerde zichzelf te koppelen aan een specifieke geaardheid. In 2013 verklaarde hij op zijn semi-officiële website: "Helaas ben ik niet homoseksueel. Technisch gezien ben ik mensseksueel. Ik ben aangetrokken tot mensen. Maar uiteraard... niet veel."
Morrissey werd geboren in een katholieke familie maar is niet-praktiserend. Hij is openhartig over zijn afkeer van het Britse koningshuis, zoals te horen in het nummer The queen is dead van het gelijknamige Smiths-album uit 1986.

### Gezondheid
In 2013 en 2014 moest Morrissey vanwege gezondheidsproblemen vele optredens afzeggen. In oktober 2014 maakte hij bekend dat hij werd behandeld tegen kanker, waarover hij zei: "Als ik sterf, dan sterf ik. En zo niet, dan niet. Op dit moment voel ik me goed. (...) Ik zal rusten als ik dood ben." In augustus 2015 verklaarde hij in een interview met Larry King dat hij leed aan slokdarmkanker via een barrettoesofagus, maar regelmatig werd behandeld en in goede gezondheid verkeerde.
Morrissey lijdt al vele jaren aan depressie.

### Dierenrechten
Morrissey staat bekend als een uitgesproken dierenrechtenactivist. Hij werd op 11-jarige leeftijd vegetariër na het zien van beelden van een slachthuis in een televisiedocumentaire. Later werd hij veganist. Zijn opvattingen kwamen voor het eerst naar voren in het nummer Meat is murder van het gelijknamige Smiths-album uit 1985. In dit nummer stelt Morrissey het slachten van dieren gelijk aan moord. Bij solo-optredens van Morrissey gaat dit lied gepaard met afschrikwekkend beeldmateriaal van slachthuizen op de achtergrond.
Morrisseys compromisloze houding jegens dierenleed heeft vaak geleid tot controverse. Vlak na de aanslagen in Noorwegen 2011 noemde hij het bloedbad "niets vergeleken met wat er elke dag in McDonald's en Kentucky Fried Chicken gebeurt." Ondanks de daaropvolgende ophef weigerde hij zich te verontschuldigen en gaf hij de volgende verklaring: "Als je echt verafschuwd bent over de moorden in Noorwegen, dan is het vanzelfsprekend dat je gruwt van de moord op ELK onschuldig wezen. Je kunt dierenleed niet negeren omdat ze "niet ons zijn"". In 2014 vergeleek hij vlees eten met pedofilie en zei hij: "Als je in het abattoir gelooft, dan zou je Auschwitz hebben gesteund. Er is geen verschil. Mensen die het oneens zijn met deze uitspraak zijn waarschijnlijk nog nooit in een abattoir geweest." In een woordenwisseling met de Canadese Minister van Visserij over de jaarlijkse zeehondenjacht vergeleek hij de praktijk met de Holocaust.
In 2016 overwoog Morrissey zichzelf verkiesbaar te stellen als burgemeester van Londen, op uitnodiging van de Animal Welfare Party. In zijn verklaring noemde hij tv-kok Jamie Oliver een "seriemoordenaar van dieren".
Morrissey is een woordvoerder voor PETA en won in 2005 de Linda McCartney Memorial Award voor zijn inzet voor dierenrechten. In 2012 verscheen hij in een advertentie van PETA ter promotie van castratie bij huisdieren, om overvolle asielen te voorkomen.
In 2016 publiceerde PETA in samenwerking met Morrissey het online spel This beautiful creature must die, waarin de speler dieren van de slacht moet redden. Het spel wordt begeleid door een chiptunerenditie van Meat is murder.

### Racisme
Verschillende bronnen beschuldigden Morrissey van racisme voor het verwijzen naar het Nationale Front, een extreemrechtse politieke partij, in zijn lied "The National Front Disco"; deze kritiek negeert echter de ironische context van het lied, die medelijden in plaats van verheerlijking van de supporters kan beogen. Deze en andere beschuldigingen van racisme hebben meestal betrekking op gedecontextualiserende teksten van Morrissey-liedjes (bijvoorbeeld "Bengali in Platforms" en "Asian Rut"). NME beschuldigde Morrissey ook van racisme op basis van de beelden die hij gebruikte tijdens zijn uitvoering in 1992 op het Madstock-festival in Finsbury Park in Noord-Londen; Morrissey nam afbeeldingen van skinheadmeisjes op als achtergrond en wikkelde zichzelf in een vlag van de Unie. Dit leidde er echter ook toe dat hij werd uitgejouwd door een groep neonazi-skinheads in het publiek, omdat zij geloofden dat hij zich de skinhead-cultuur aan het toe-eigenen was.

## Discografie

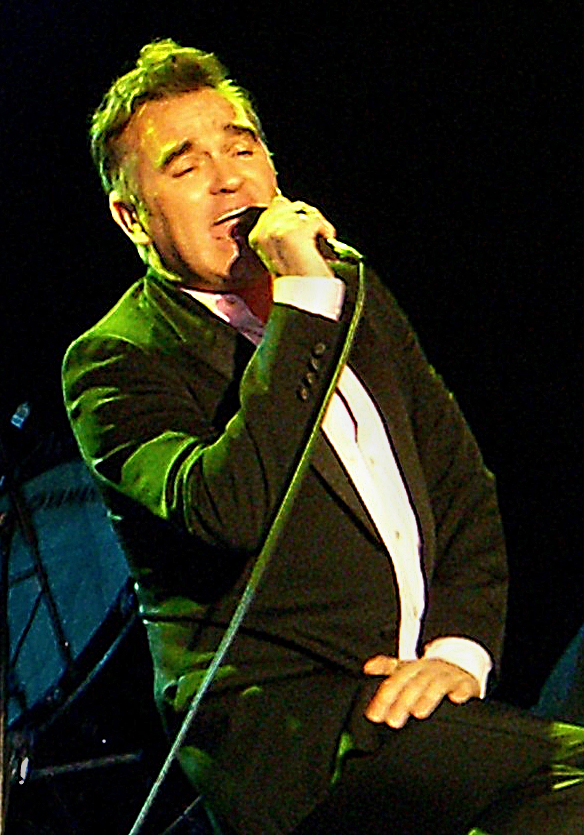
Morrissey op South by Southwest in maart 2006

Voor de discografie van The Smiths, zie aldaar. The Nosebleeds hebben geen opnames gemaakt.

### UK Singles (met hoogste notering)
- Suedehead (His Master's Voice, 1988: 5)
- Everyday is like Sunday (His Master's Voice, 1988: 9)
- Last of the famous international playboys (His Master's Voice, 1989: 6)
- Interesting drug (His Master's Voice, 1989: 9)
- Ouija board, ouija board (His Master's Voice, 1989: 18)
- November spawned a monster (His Master's Voice, 1990: 12)
- Piccadilly palare (His Master's Voice, 1990: 18)
- Our Frank (His Master's Voice, 1991: 26)
- Sing your life (His Master's Voice, 1991: 33)
- Pregnant for the last time (His Master's Voice, 1991: 25)
- My love life (His Master's Voice, 1991: 29)
- We hate it when our friends become successful (His Master's Voice, 1992: 17)
- You're the one for me, fatty (His Master's Voice, 1992: 19)
- Certain people I know (His Master's Voice, 1992: 35)
- The more you ignore me, the closer I get (Parlophone, 1994: 8)
- Hold on to your friends (Parlophone, 1994: 48)
- Interlude (duet met Siouxsie) (Parlophone, 1994: 25)
- Boxers (Parlophone, 1995: 23)
- Dagenham Dave (RCA Victor, 1995: 26)
- The boy racer (RCA Victor, 1995: 36)
- Sunny (Parlophone, 1995: 42)
- Alma matters (Island, 1997: 16)
- Roy's keen (Island, 1997: 42)
- Satan rejected my soul (Island, 1998: 39)
- Irish blood English heart (Attack, 2004: 3)
- First of the gang to die (Attack, 2004: 6)
- Let me kiss you (Attack, 2004: 8)
- I have forgiven Jesus (Attack, 2004: 10)
- Redondo beach / There is a light that never goes out (Attack, 2005: 11)
- You have killed me (Attack, 2006: 3)
- The youngest was the most loved (Attack, 2006: 14)
- In the future when all's well (Attack, 2006: 17)
- I just want to see the boy happy (Attack, 2006: 16)
- That's how people grow up (Decca, 2008: 14)
- All you need is me (Decca, 2008: 24)
- I'm throwing my arms around Paris (Polydor, 2009: 21)
- Something is squeezing my skull (Decca, 2009: 46)
- Everyday is like Sunday (Major Minor Records, 2010: 42)
- Glamorous glue (Major Minor Records, 2011: 69)
- World peace is none of your business (Harvest, 2014: 83)
- Spent the day in bed (BMG, 2017: 69)

### UK Albums (met hoogste notering)
- Viva hate (His Master's Voice, 1988: 1)
- Bona drag (His Master's Voice, verzamel, 1990: 9)
- Kill uncle (His Master's Voice, 1991: 8)
- Your arsenal (His Master's Voice, 1992: 4)
- Beethoven was deaf (His Master's Voice, live, 1993: 13)
- Vauxhall and I (Parlophone, 1994: 1)
- World of (Parlophone, verzamel, 1995: 15)
- Southpaw grammar (RCA Victor, 1995: 4)
- Maladjusted (Island, 1997: 8)
- The best of - Suedehead (EMI, verzamel, 1997: 25)
- You are the quarry (Attack, 2004: 2)
- Live at Earls Court (Attack, 2005: 18)
- Ringleader of the tormentors (Attack, 2006: 1)
- Greatest hits (Decca, 2008: 5)
- Years of refusal (Decca, 2009: 3)
- Southpaw grammar (Sony Music, 2009: 63)
- Swords (Polydor, verzamel, 2009: 55)
- Very best of (Major Minor Records, verzamel, 2011: 80)
- World peace is none of your business (Harvest, 2014: 2)
- Low in high school (BMG, 2017: 5)
- California son (BMG, 2019: 4)
- I am not a dog on a chain (BMG, 2020: 3)

### Dvd's
- Hulmerist
- Live in Dallas
- The Malady Lingers On
- Oye Esteban
- Who Put the M in Manchester

## Hitlijsten

### Albums
| Album met eventuele hitnotering(en) in de Nederlandse Album Top 100 | Datum van verschijnen | Datum van binnenkomst | Hoogste positie | Aantal weken | Opmerkingen |
| ------------------------------------------------------------------- | --------------------- | --------------------- | --------------- | ------------ | ----------- |
| Viva Hate                                                           | 1988                  | 26-03-1988            | 19              | 10           |             |
| Kill uncle                                                          | 1991                  | 16-03-1991            | 53              | 4            |             |
| Your arsenal                                                        | 1992                  | 15-08-1992            | 66              | 8            |             |
| Vauxhall and I                                                      | 1994                  | 16-04-1994            | 66              | 4            |             |
| Southpaw grammar                                                    | 1995                  | 23-09-1995            | 56              | 4            |             |
| Maladjusted                                                         | 1997                  |                       |                 |              |             |
| You are the quarry                                                  | 2004                  | 22-05-2004            | 30              | 7            |             |
| Ringleader of the tormentors                                        | 2006                  | 08-04-2006            | 22              | 4            |             |
| Years of refusal                                                    | 2009                  | 21-02-2009            | 52              | 3            |             |
| World peace is none of your business                                | 2014                  |                       |                 |              |             |
| Low in high school                                                  | 2017                  |                       |                 |              |             |

| Album met hitnotering(en) in de Vlaamse Ultratop 200 albums | Datum van verschijnen | Datum van binnenkomst | Hoogste positie | Aantal weken | Opmerkingen |
| ----------------------------------------------------------- | --------------------- | --------------------- | --------------- | ------------ | ----------- |
| You are the quarry                                          | 17-05-2004            | 22-05-2004            | 14              | 14           |             |
| Live at Earls Court                                         | 04-04-2005            | 16-04-2005            | 21              | 8            |             |
| Ringleader of the tormentors                                | 07-04-2006            | 08-04-2006            | 9(2wk)          | 11           |             |
| Greatest hits                                               | 08-02-2008            | 23-02-2008            | 64              | 2            |             |
| Years of refusal                                            | 13-02-2009            | 21-02-2009            | 8               | 7            |             |
| Swords                                                      | 23-10-2009            | 07-11-2009            | 100             | 1            |             |
| Very best of Morrissey                                      | 22-04-2011            | 07-05-2011            | 88              | 1            |             |
| Vauxhall and I                                              | 14-03-1994            | 14-06-2014            | 141             | 2            |             |
| World peace is none of your business                        | 11-07-2014            | 19-07-2014            | 7               | 15           |             |
| Low in high school                                          | 17-11-2017            | 25-11-2017            | 19              | 9            |             |
| California son                                              | 24-05-2019            | 01-06-2019            | 18              | 2            |             |
| I am not a dog on a chain                                   | 20-03-2020            | 28-03-2020            | 80              | 3            |             |

### Singles
| Single met eventuele hitnotering(en) in de Nederlandse Top 40 | Datum van verschijnen | Datum van binnenkomst | Hoogste positie | Aantal weken | Opmerkingen |
| ------------------------------------------------------------- | --------------------- | --------------------- | --------------- | ------------ | ----------- |
| Suedehead                                                     | 1988                  | 12-03-1988            | tip2            | -            |             |
| Dagenham Dave                                                 | 1995                  | 30-09-1995            | tip19           | -            |             |

| Single met hitnotering(en) in de Vlaamse Ultratop 50 | Datum van verschijnen | Datum van binnenkomst | Hoogste positie | Aantal weken | Opmerkingen              |
| ---------------------------------------------------- | --------------------- | --------------------- | --------------- | ------------ | ------------------------ |
| Irish blood, English heart                           | 10-05-2004            | 29-05-2004            | tip17           | -            |                          |
| Spent the day in bed                                 | 22-09-2017            | 30-09-2017            | tip             | -            |                          |
| Jacky's only happy when she's up on the stage        | 10-11-2017            | 02-12-2017            | tip             | -            |                          |
| Wedding bell blues                                   | 05-04-2019            | 20-04-2019            | tip38           | -            | met Billie Joe Armstrong |
| Bobby, don't you think they know ?                   | 20-03-2020            |                       |                 |              |                          |

### Dvd's
| Dvd's met hitnoteringen in de Nederlandse DVD Top 30 | Datum van verschijnen | Datum van binnenkomst | Hoogste positie | Aantal weken | Opmerkingen |
| ---------------------------------------------------- | --------------------- | --------------------- | --------------- | ------------ | ----------- |
| Nuits de fourvière - Live in Lyon                    | 2013                  | 26-10-2013            | 25              | 2            |             |